# Ида Маттон
Ида Элизабет Маттон (швед. Ida Elisabeth Matton; 24 февраля 1863[…], Гевле[…] — 7 июля 1940[…], Гевле, Евлеборг) — шведский скульптор.

## Биография
Маттон родилась 24 февраля 1863 года в Евле. Получила образование в Королевском технологическом институте в Стокгольме, а затем отправилась в Париж, чтобы продолжить там учебу. В Париже окончила Академию Коларосси и Академию Жюлиана.
В 1888 году ее работы выставлялись на Парижском салоне. Затем они были представлены публике в Европе: в 1896 году в Société des Artistes Français в Париже, в 1987 году на General Art and Industrial Exposition в Стокгольме, в 1900 году на Всемирной выставке в Париже и в 1901 году на художественной выставке в Гефле.
Она также выставляла свои работы в Музее науки и промышленности в Чикаго на Всемирной выставке в 1893 году в штате Иллинойс.
В 1914 году с началом Первой мировой войны Элизабет вернулась в Швецию. После войны она вернулась обратно в Париж, а в 1932 году перебралась домой в Евле.
Маттон умерла 7 июля 1940 года в Евле. Скульптура ее портрета представлена в коллекции Национального музея в Стокгольме.